# Despina Zapunidu
Despina Zapunidu (gr. Δέσποινα Ζαπουνίδου; ur. 5 października 1985 roku w Salonikach) – grecka chodziarka, uczestniczka igrzysk olimpijskich w Pekinie i Londynie.
W pobranej od niej w czasie Mistrzostw Świata w Lekkoatletyce 2017 próbce stwierdzono stosowanie EPO – została za to ukarana czteroletnią dyskwalifikacją liczoną od 23 sierpnia 2017, a także anulowaniem wyników osiągniętych na tej imprezie (nie ukończyła rywalizacji w chodzie na 20 kilometrów).

## Kariera

### Początki
Jako juniorka zajęła 12. miejsce na Mistrzostwach świata juniorów w 2004 roku.

### Sukcesy[4][5]
| Rok  | Mistrzostwa                    | Dystans | Pozycja |
| ---- | ------------------------------ | ------- | ------- |
| 2004 | Puchar Świata w chodzie        | 10 km   | 5       |
| 2004 | Mistrzostwa świata juniorów    | 20 km   | 12      |
| 2007 | Młodzieżowe mistrzostwa Europy | 20 km   | 5       |
| 2014 | Mistrzostwa Europy             | 20 km   | 20      |

### Igrzyska olimpijskie[6]
W Pekinie (2008) w chodzie na dystansie 20 km zajęła 40. miejsce z czasem 1:39:11. Na igrzyskach w Londynie na tym samym dystansie uzyskała czas 1:35:19, zajmując 44. miejsce w końcowej klasyfikacji.